# La linea di sangue del Santo Graal
La linea di sangue del Santo Graal (La storia segreta dei discendenti del Graal) è il primo tra i libri d'impostazione saggistico-narrativa dell'autore britannico Laurence Gardner incentrati sul mito del Santo Graal e sulla sua interpretazione come Linea di sangue di Gesù. Pubblicato nel 1996, è uno dei tanti best seller che seguono la scia de Il santo Graal, con la stessa scarsissima attendibilità.
L'autore pretende di fornire qui le prove riguardanti una linea di discendenza che partirebbe direttamente dai figli che Gesù avrebbe avuto da Maria Maddalena (vedi sposa di Gesù) e che giungerebbe direttamente fino ai nostri giorni. La storia si articola in 20 capitoli, sviluppandosi a partire da una presunta visione "femminista" della teologia ebraica nelle sue figure concettuali di Lilith e Shekhinah e dall'identificazione di Akhenaton con Mosè.

## Trama

### Origini della linea di sangue
Il principe Moses (1394 a.C. ca.), figlio di Amenofi III e di Tiy, divenuto faraone dell'antico Egitto e dopo aver assunto inizialmente il nome di "Amenofi IV" improvvisamente, come di punto in bianco, dopo aver cambiato egli stesso nome impone un rivolgimento religioso radicale, dal più sfrenato politeismo ad un rigido monoteismo chiamato Atonismo; sposta inoltre la capitale creando praticamente dal nulla una nuova città, Amarna. Il "faraone eretico" tenta di sostituire con la forza il potente clero tebano che propugna il culto di Amon (allora il più importante e venerato); al suo posto mette l'adorazione personale del disco solare, Aton.
Dopo il ritorno all'antico culto e all'abbattimento del suo governo, l'oramai ex-faraone fugge con un manipolo di persone rimaste a lui fedeli dirigendosi verso la penisola del Sinai mentre il figlio, il futuro Tutankhamon, rimane in terra d'Egitto: dopo aver fortunosamente attraversato lo stretto marino inseguiti dalle truppe che lo hanno deposto Akhenaton torna a chiamarsi Moses e il gruppetto di fuggiaschi rimasto con lui diventa il popolo ebraico, il culto rivolto ad Aton diviene la fede nell'unico Dio (Adonai) e gli Ebrei sono i discendenti diretti della casata reale della XVIII dinastia egizia.
I principi della dottrina di Akhenaton sono straordinariamente simili a quelli impressi nelle Tavole della Legge, i "Dieci Comandamenti"; Giosuè, succeduto a Mosè come guida del nuovo popolo, inizia la ri-conquista della Terra promessa. Le varie tribù si uniscono sotto il loro primo re Saul verso il 1055 a.C.; Davide, originario di Betlemme, sposa sua figlia e diviene nuovo re.

### Gesù, figlio dell'uomo
All'incirca 1000 anni dopo la venuta di Davide gli Ebrei sono in spasmodica attesa di un Messia, una figura reale e al contempo sacerdotale proprio come lo è stato a suo tempo Mosè. A colui che sarà conosciuto come San Giuseppe, discendente della casa di Davide, viene data in sposa la vergine adolescente Maria (madre di Gesù); questa, fecondata d un "angelo tutto bianco", ovvero da uno dei membri più alti della casta sacerdotale degli Esseni, rimane incinta. Ciò fa parte del culto rituale inerente alla prostituzione sacra.
Il compito di Gesù il Messia avrebbe dovuto essere eminentemente regale, lasciando invece la parte più religioso-teologica nelle mani del cugino Giovanni Battista. Gesù inoltre seguiva il nazireato, era cioè un "nazireo" e non un abitante della città di Nazaret (in seguito il termine indicò gli appartenenti alla setta dei Nazareni).

### La prima missione
I primi discepoli vennero reclutati nella primavera del 29. Tra gli apostoli, a Simone il Cananeo (detto "lo zelota"), era per l'appunto uno zelota, ovvero un attivista anti-romano, un "terrorista". Giuda Iscariota, uno dei capi degli scribi e sicario, un killer di professione dotato di sica. Matteo apostolo ed evangelista era un pubblicano, ossia esattore delle tasse, l'incaricato di riscuotere i tributi al banco della gabella. Infine Simone-Pietro apostolo, braccio destro e guardia del corpo del Cristo, il Re designato degli Ebrei.
Il nome angeli-messaggeri veniva invece dato ai più alti rappresentanti della gerarchia ecclesiastica di Qumran.

### Gesù il Messia
Gesù era un ebreo decisamente intriso di ellenismo e si contrapponeva ai più intransigenti e rigidamente ortodossi, come Giovanni Battista, il cugino di secondo grado (fatto arrestare nella primavera del 30 e giustiziato nell'autunno 31 per ordine di Erode Antipa. Dopo la sua morte disonorevole molti dei suoi seguaci rivolsero la loro devozione a Gesù; questi mal sopportava i farisei ed aveva un atteggiamento generalmente liberale: la sua era una missione di liberazione, dal settarismo vigente all'epoca in seno al popolo innanzi tutto.
L'erede della stirpe davidica era obbligato per legge a sposarsi e doveva generare almeno due figli maschi. L'unguento che Maria di Betania, alias Maria Maddalena, utilizza per ungere il corpo del Signore è lo stesso descritto nel rituale del Cantico dei Cantici tra la sposa e il suo consorte. In origine l'unzione regale è usanza egizia e costituiva uno dei compiti primari delle semidivine sorelle-spose del faraone. Si preferiva che i faraoni sposassero le proprie sorelle perché l'autentico retaggio dinastico passava attraverso la linea femminile: Davide accede al trono sposando la figlia di re Saul, Erode il Grande divenne re sposando Mariamne della casa reale Asmonea.
Prima della sua incoronazione il futuro re deve però sposarsi, e ciò avviene esattamente nelle nozze avvenute a Cana, ove si diede un banchetto (con la tramutazione dell'acqua in vino) in onore del matrimonio tra Gesù e Maddalena, "sacerdotessa della Dea nera" fedele al culto di Iside. Per l'esattezza si tratta del fidanzamento ufficiale precedente la vera e propria cerimonia nuziale. Lazzaro di Betania, "Simone il lebbroso", è suo cognato (ancora una volta Simone Zelota, sempre lui).
Quando entro a Gerusalemme in groppa all'asino nel marzo del 33 aveva la moglie incinta di tre mesi, era quindi un futuro padre.

### Tradimento e crocifissione
La cosiddetta "Ultima cena" però non si svolse a Gerusalemme, bensì a Qumram, un ambiente che sostituiva la Città Santa già da un secolo e mezzo; essa corrisponde al banchetto messianico descritto nella "Regola della Comunità" (vedi i manoscritti del Mar Morto) ed era la notte dell'equinozio di primavera del 20-21 marzo.
I membri del Sinedrio avevano molto ben strategicamente passato la palla della responsabilità i ci che stava per accadere a Ponzio Pilato, ben sapendo che non esisteva alcuna vera e propria accusa provata contro l'arrestato. A questo punto venne messa in atto una strategia per ingannare le autorità; tutto era imperniato sull'abile utilizzo di un veleno capace d'indurre uno stato comatoso. Grazie all'intervento provvidenziale di Giuseppe di Arimatea il corpo esanime ma ancora in vita del re viene tirato giù dalla croce e portato in salvo.
Avvolto in lenzuoli di lino lo depose nel sepolcro.

### La resurrezione
Se Gesù fosse veramente morto, i suoi discepoli impauriti e sgomenti si sarebbero dispersi e la causa per cui avevano tanto combattuto sarebbe anch'essa morta con lui. Invece la missione da quel momento in poi ricevette tutta un'altra prospettiva di vita ed il risultato fu la nascita del cristianesimo. Fu Paulus, un ebreo di epoca posteriore ad enunciare per la prima volta la dottrina della Resurrezione in carne ed ossa, ed anche per questo motivo venne considerato un fanatico pericoloso da Giacomo il Giusto, primo vescovo di Gerusalemme ed ufficialmente successore di Gesù.
Col tempo, tuttavia, la sua originaria missione venne usurpata e portata avanti da un movimento religioso che prese il suo nome per nascondere i suoi veri eredi. Quel movimento aveva la sua sede a Roma e basava la sua autoproclamata autorità su Pietro, un paesano poco istruito: alla fine il suo atteggiamento discriminatorio nei confronti delle donne, e di Maddalena in particolare (la più sapiente di esse, la Sophia incarnata, avrebbe preso ed occupato sempre più una posizione preminente nella dottrina romanizzata che si fondava sui suoi presunti insegnamenti. I primi vescovi se ne proclamarono successori; ma discepoli gnostici la chiamavano "la fede degli sciocchi".

### La linea di sangue continua
Al momento della Crocifissione, Maddalena era incinta di tre mesi di un figlio di Gesù, a seguito dell'unzione di Betania: venne alla luce una bimba che venne chiamata Tamar-palma. Quattro anni dopo nascerà un primogenito maschio, battezzato anch'egli Gesù, proprio come il padre, e chiamato Gesù il Giusto. L'intromissione dall'esterno di Saulo di Tarso, cittadino romano, nella prima predicazione apostolica, portò scompiglio nella comunità nascente. Ma ecco nascere il terzo figlio regale, colui che sarà il "bambino del Graal" e a cui viene dato nome Giuseppe.
Fu allora che i "Desposini", ovvero i fratelli di Gesù e i membri della sua famiglia (i cui futuri seguaci furono gli ebioniti), cominciano ad entrare in sempre più profondo conflitto con la nuova predicazione propugnata da Saul-Paolo; questa viene combattuta soprattutto da Giacomo il Giusto, chiamato negli stessi Vangeli "fratello del Signore", e fatto per tal motivo assassinare nel 62.

### Maria Maddalena
La vedova regale muore nel 63, all'età di 60 anni, in terra di Provenza e per l'esattezza in quella che oggi St. Baume, dopo aver portato in salvo i figli del Signore prima in Egitto e poi, ad Alessandria d'Egitto in nave attraverso il Mar Mediterraneo in direzione del sud della Gallia ove era stabilita una prospera comunità giudaica: lo sbarco avvenne a Ratis, luogo divenuto poi noto col nome di "Saintes-Maries-de-la-Mer" (Le sante Marie del mare, ex "Notre-Dame-del-la-Mer"), nel Camargue. Con loro c'è anche Sara la Nera, Salome (discepola di Gesù), Maria Jacobé, Lazzaro di Betania e la sorella Marta di Betania, infine Giuseppe di Arimatea il portatore del Graal. Lo sbarco avviene nel 42 circa.

### Giuseppe di Arimatea
Dopo aver accompagnato nel loro lungo ed avventuroso viaggio le tre Marie e i bambini alla ricerca di un sito sicuro, il fedele servitore prosegue il proprio cammino dirigendosi in Britannia, per l'esattezza a Glastonbury.

### La religione e la linea di sangue
I figli di Maria e Gesù diedero origine alla sacra dinastia dei Merovingi, i re guaritori i quali potevano sanare i mali con la sola imposizione delle mani. Rappresentano la prima casa reale del popolo dei Franchi (uomini liberi), degli autentici re stregoni. Regnarono fino all'avvento di Pipino il Breve che li spodestò.

### Leggende e tradizioni arturiane
Un ramo superstite per salvarsi passa lo stretto di Calais, ha inizio il mito di Camelot e dei Pendragon.

### Intrigo contro la linea di sangue
L'annientamento della successione Merovingia in Gallia è stata voluta direttamente dallo Stato della Chiesa, viene fondata la dinastia dei Carolingi alle dirette dipendenze della Chiesa cattolica.

### Il tempio del Graal
L'eredità reale sacra passa di mano, per preservarne il segreto in totale sicurezza viene creato il mito del Santo Graal, la reliquia per eccellenza.

### I guardiani del Graal
Con la prima Crociata e la conquista della Terrasanta si aprono le porte per la prima volta al mondo cristiano ai segreti ancora custoditi nella santa città di Gerusalemme, là ove sorgeva l'antico Tempio di Salomone; nascono i Cavalieri templari che si vanno a posizionare esattamente sul Monte del Tempio e lì iniziano a scavare. Scoprono, forse, l'esatta ubicazione dell'Arca dell'Alleanza la quale è la suprema reliquia dell'ebraismo.
Questi monaci-guerrieri tornano in Europa e danno il via, soprattutto in Francia, alla costruzione di monumentali basiliche dedicate a Notre Dame-nostra signora; i segreti architettonici per 'erezione di tali monumenti danno il via ad un corporazione o fratellanza ispirata a quella che doveva esserci durante la costruzione del Tempio, i "liberi muratori".
In Linguadoca si sviluppa un fiorente e ricchissima cultura; all'interno di questa società posizionata nei pressi dell'antico sbarco di "Nostra Signora" o Madonna nera col bambino, ovvero Maria Maddalena e suo figlio, ebrei e cristiani vivono pacificamente a stretto contatto ed in perfetta armonia; qui fiorisce anche la Qabbalah. Ma nel 1209 il papa Innocenzo III ne ordina lo sterminio; i Templari si rifiutano di partecipare al massacro. È passata alla storia col nome di crociata albigese rivolta contro gli eretici Catari. L'ultimo atto si svolse a Motsegur.
Nel 1307 la stessa sorte tocca anche agli eretici Templari.

### Eresia ed Inquisizione
Dopo la persecuzione dei cavalieri del Tempio e dei loro alleati, il Sant'Uffizio dell'Inquisizione medievale cattolica continuò il suo lavoro. Nel 1484 viene pubblicato il Malleus Maleficarum. Presto però il papato dovrà vedersela con la rivolta protestante

## Pubblicazione
- La linea di sangue del Santo Graal, Newton-Compton, (1996). (ISBN 88-541-0020-X)

### Seguiti della serie
- Le misteriose origini dei re del Graal, Newton-Compton, (2000) (ISBN 88-8289-480-0)
- I segreti della massoneria, Newton-Compton, (2009) (ISBN 88-541-1415-4)
- Il regno dei Signori degli Anelli, Newton-Compton, (2001) (ISBN 88-8289-610-2)
- I figli del Graal, Newton-Compton, (2005) (ISBN 88-541-0366-7)
- Mito e magia del Santo Graal, Newton-Compton, (2005) (ISBN 88-541-0308-X)
- I segreti dell'arca perduta, Newton-Compton, (2005) (ISBN 88-8289-928-4)